# Säters tingslag
Säters tingslag var ett tingslag i sydöstra Dalarna i Kopparbergs län. 
Tingslaget  upphörde 1 september 1907 då verksamheten överfördes till Hedemora tingslag. 
Tingslaget hörde före 1798 till Västra domsaga, mellan 1798 och 1858 till Kopparbergslagen och Näsgårds läns domsaga och från 1858 till Hedemora domsaga.

## Socknar
Tingslaget omfattade följande socknar: 
- Säter socken